# Orlando Terranova
Orlando «Orly» Terranova Dalera (Ciudad de Mendoza, 11 de octubre de 1979) es un piloto de rally y político argentino. Es un habitual competidor del Rally Dakar, en donde ha logrado victorias de etapa y culminado entre los cinco mejores.

## Carrera deportiva
Su carrera inició a finales de los años 1990 en campeonatos de enduro de su país. Para el año 2003 compitió en  de 2005 en motocicleta, y para 2008 cambió a la modalidad de autos.
En 2009 ganó el Rally de Túnez en la categoría de autos, logrando su primer torneo de la Copa Mundial de Rally Cross-Country de la FIA, quedando en la segunda posición con 15 puntos y siendo superado por Guerlain Chicherit.
Para la edición de 2011 pilotó un vehículo BMW modelo X3 CC., y el 2012 estuvo al mando de un vehículo Toyota Hilux.
En 2013 se consagró campeón del Rally Raid de Marruecos con Paulo Fiúza de copiloto la escudería de Mini Countryman, con una ventaja de 9 minutos y 43 segundos sobre su perseguidor Patrick Sireyjol. 

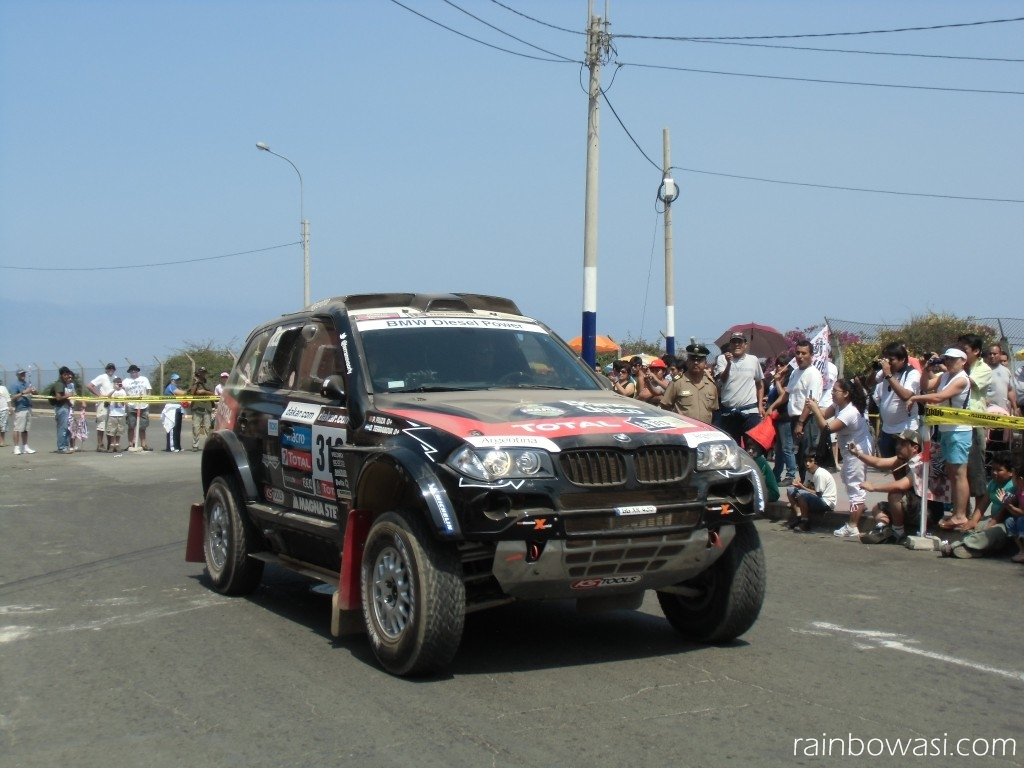
Terranova en el Dakar de 2013.

Tanto en 2014 como en 2015 culminó en la quinta posición habiendo ganado una etapa, compitiendo para Mini y X-raid.
En el Rally Dakar de 2022 logro su mejor posición, con la escudería Bahrain Raid Xtreme, habiendo ganado una etapa, logro el cuarto lugar, por una diferencia de 1 hora, 27 minutos y 23 segundos sobre el ganador de esa edición Nasser Al-Attiyah.

## Carrera política
Adhirió al PRO, la justicia electoral recibió dos pedidos de impugnación a su candidatura a concejal por la capital mendocina. En 2013 se generó un escándalo cuando varios funcionarios del partido Propuesta Republicana fueron denunciados por haber otorgado a Publicidad Sarmiento SA, empresa del padre de Orlando Terranova, con un contrato que por 75 millones de pesos y ya existía una resolución judicial que ordenaba tener en cuenta el artículo 46 del pliego que implica jurídicamente dejar afuera a Sarmiento S.A por presentar documentos falsos. Tras unos meses Diego Santilli fue denunciado por favorecer a Terranova, luego de que el ministerio de Espacio Público volvió a calificar a Publicidad Sarmiento primera a pesar de que sus dueños fueron procesados por presentar documentos apócrifos en la licitación.
En 2019 la federal jueza Servini procesó a un empresario por una denuncia de intento de extorsión al empresario Cristóbal López y lo embargó en 5.100 millones de pesos por una denuncia según la cual Orly quería quedarse con Oil Combustibles, señalando en la investigación un plan del gobierno para ahogar financieramente a la empresa para quedarse con los medios de comunicación de la misma encarcelado al empresario.

## Palmarés
| 1998    | Campeonato binacional del Enduro Argentina/Chile | Coches        |
| 2003    | Rally del Desierto de Chile                      | Coches        |
| 2009    | Rally de Túnez                                   | Coches        |
| 2012    | Campeonato Argentino de Rally Cross Country      | Autos General |
| 2012    | Desafío Ruta 40                                  | Coches        |
| 2013    | Rally de Marruecos                               | Coches        |
| 2015    | Desafío Ruta 40                                  | Coches        |
| 2017    | Desafío Ruta 40 Norte                            | Coches        |
| 2018    | Desafío Inca                                     | Coches        |
| 2019    | Baja Italia                                      | Coches        |
| 2019    | Baja Aragón                                      | Coches        |
| 2019    | Baja Portalegre 500                              | Coches        |
| 2019    | Copa Mundial de Bajas Cross-Country de la FIA    | Coches        |
| Fuente: |                                                  |               |

## Resultados

### Rally Dakar
| Año     | Clase  | Vehículo   | Posición | Victorias de etapa |
| ------- | ------ | ---------- | -------- | ------------------ |
| 2005    | Motos  | KTM        | Ret.     | -                  |
| 2007    | Motos  | KTM        | Ret.     | -                  |
| 2009    | Coches | BMW        | Ret.     | -                  |
| 2010    | Coches | Mitsubishi | 9.º      | -                  |
| 2011    | Coches | BMW        | Ret.     | -                  |
| 2012    | Coches | Toyota     | Ret.     | -                  |
| 2013    | Coches | BMW        | 5.º      | 1                  |
| 2014    | Coches | Mini       | 5.º      | 1                  |
| 2015    | Coches | Mini       | 18.º     | 4                  |
| 2016    | Coches | Mini       | 12.º     | -                  |
| 2017    | Coches | Mini       | 6.º      | -                  |
| 2018    | Coches | Mini       | 20.º     | -                  |
| 2019    | Coches | Mini       | Ret.     | -                  |
| 2020    | Coches | Mini       | 6.º      | -                  |
| 2021    | Coches | Mini       | Ret.     | -                  |
| 2022    | Coches | BRX        | 4.º      | 1                  |
| 2023    | Coches | BRX        | Ret.     | -                  |
| Fuente: |        |            |          |                    |

### Copa Mundial de Rally Cross-Country de la FIA
| Año     | Categoría | Vehículo | Posición | Puntaje | Victorias |
| ------- | --------- | -------- | -------- | ------- | --------- |
| 2007    | Coches    | BMW      | 9.º      | 11      | -         |
| 2009    | Coches    | BMW      | 2.º      | 15      | 1 (Túnez) |
| 2013    | Coches    | Mini     | 16.º     | 21      | -         |
| 2014    | Coches    | Mini     | 8.º      | 79      | -         |
| 2015    | Coches    | Mini     | 11.º     | 37      | -         |
| 2016    | Coches    | Mini     | 11.º     | 34      | -         |
| 2017    | Coches    | Mini     | 15.º     | 25      | -         |
| 2018    | Coches    | Mini     | 13.º     | 18      | -         |
| Fuente: |           |          |          |         |           |

### Copa Mundial de Bajas Cross-Country de la FIA
| Año     | Coche | Equipo | Copiloto       | 1   | 2   | 3      | 4     | 5     | 6   | 7     | 8     | Posición | Puntos |
| ------- | ----- | ------ | -------------- | --- | --- | ------ | ----- | ----- | --- | ----- | ----- | -------- | ------ |
| 2008    | BMW   | X-Raid | Filip Palmeiro | SAU | ITA | ESP 11 | HUN   | PRT   |     |       |       | 27.º     | 1      |
| 2019    | MINI  | X-Raid | Bernardo Grue  | RUS | DUB | ITA 1  | ESP 1 | HUN 1 | POL | JOR 2 | PRT 1 | 1.º      | 141    |
| Fuente: |       |        |                |     |     |        |       |       |     |       |       |          |        |

### Campeonato Mundial de Rally Raid (FIA)
| Año     | Clase  | Vehículo | Posición | Puntaje | Victorias |
| ------- | ------ | -------- | -------- | ------- | --------- |
| 2022    | Coches | BRX      | 9.º      | 35      | -         |
| 2023    | Coches | BRX      | 27.º     | 9       | -         |
| Fuente: |        |          |          |         |           |